# Izlaz
Izlaz falu Romániában, Erdélyben, Fehér megyében.

## Fekvése
Lepus közelében fekvő település.

## Története
Izlaz korábban Lepus része volt. 1956-ban vált külön településsé 158 lakossal.
1966-ban 164, 1977-ben 152, 1992-ben 143, 2002-ben pedig 145 román lakosa volt.